# Gouvernement Sylvanus Olympio (1)
Première République
Création Olympio II
Le premier gouvernement Sylvanus Olympio, mis en place le 13 mai 1958 est le premier que la République du Togo ait connu, sous la demande du haut commissaire Georges Spénale,. Il est remplacé par le second gouvernement Olympio en décembre 1962.

## Ministres
- premier ministre, ministre de la Défense nationale : Sylvanus Olympio
- ministre d'État, chargé des Affaires étrangères : Paulin-Jacintho Freitas
- ministre de l'Intérieur, de l'Information et de la Presse : Théophile Mally
- ministre des Finances et des Affaires économiques : Hospice Coco
- ministre des Travaux publics, des Mines, des Transports et des Postes et Télécommunications : Paul Amegee
- ministre de la Justice, du Travail, des Affaires sociales et de la Fonction publique : Paulin Akouete
- ministre de la Santé publique : Gerson-Victor Epotsra
- ministre de l'Éducation nationale : Martin Sankaredja[4]
- ministre de l'Agriculture, de l'Élevage, des Eaux et des Forêts : Namoro Karamoko